# Planodema congoensis
Planodema congoensis là một loài bọ cánh cứng trong họ Cerambycidae.